# Neocompsa ruatana
Neocompsa ruatana là một loài bọ cánh cứng trong họ Cerambycidae.